# والیو-دوور
والیو-دوور (به لاتین: Waliły-Dwór) یک روستا در لهستان است که در گمینا گرودک واقع شده‌است.